# Max Ernst Gröschel
Max Ernst Gröschel (ur. 29 września 1892, zm. 23 czerwca 1951 w Dreźnie) – zbrodniarz nazistowski, członek załogi niemieckich obozów koncentracyjnych Flossenbürg, Neuengamme i Ravensbrück oraz SS-Oberscharführer.
Członek SS od 30 listopada 1931. W sierpniu 1939 skierowany został do służby w obozie Flossenbürg i przebywał tam przez trzy miesiące i kierował komandami więźniarskimi. W kwietniu 1940 rozpoczął służbę w Neuengamme, gdzie stopniowo awansował, sprawując między innymi stanowiska Blockführera i zastępcy Rapportführera. Między sierpniem i grudniem 1940 kierował komandem więźniarskim pracującym w Dove-Elbe. Gröschel okrutnie znęcał się nad podległymi mu więźniami, nieraz ze skutkiem śmiertelnym. W 1942 przeniesiono go do Ravensbrück. W 1943 skierowany został na Łotwę, gdzie otrzymał funkcję komendanta podobozu KL Kaiserwald – Dortogau. Za przewinienia popełnione w tym ostatnim obozie skazany został przez sąd SS i policji na karę więzienia, którą odbywał w podobozie KL Stutthof – Danzig-Matzkau.
Gröschel został skazany 5 grudnia 1949 przez wschodnioniemiecki sąd w Dreźnie na karę śmierci za swoje zbrodnie. Wyrok, po serii rozpraw apelacyjnych, zatwierdzono 23 lutego 1951. Wyrok wykonano w więzieniu w Dreźnie w 1951.